# Emmanuel Faye
Emmanuel Faye (1956) é um filósofo francês, diretor do Centre d'Histoire de la Philosophie Moderne et Contemporaine (CHPMC) e vice-presidente da Université Européenne de la Recherche, em Paris. Também conhecido por seus estudos a respeito do enfoque da filosofia, no que diz respeito ao ser humano e seus controversos estudos sobre a relação da obra de Martin Heidegger com o Nazismo.

## Carreira
Licenciado em Filosofia em 1981, obteve seu doutorado em 1994, na Universidade de Paris I Panthéon-Sorbonne. Recebeu a oportunidade de coordenar as pesquisas da da Universidade de París X Nanterre, em 2000. Foi professor da Universidade de París Oeste Nanterre La Défense, entre 1995 e 2009. Atualmente é professor de filosofia moderna e contemporânea, da Universidade de Rouen. Membro da Equipe de Pesquisas Interdisciplinares sobre os Ambientes Culturais (ERIAC) e membro associado do Instituto de Pesquisas Filosóficas de París Oeste, “Dinâmica da Investigação”.
Faye é o vice-presidente da Universidade Europeia de Pesquisa. É membro da comissão de leitura da coleção Le Tempos Philosophique, assim como do conselho científico da revista acadêmica theologua geschichte. Em 2011, Emmanuel Faye recebeu o título de Doutor Honoris Causa, da Academia Brasileira de Filosofia.
Faye dedica-se a pesquisas sobre a Filosofia Renascentista francesa (Michel de Montaigne, Charles de Bovelles) e à metafísica da filosofia clássica (René Descartes, Antoine Arnauld). Descobriu na Biblioteca Humanista de Sélestat, um tratado filosófico inédito de Bovelles, ilustrado por Nicolás de Cusa, “Sapiens es que hominem fecit”, onde realiza a transição de uma filosofia da mente para uma filosofia do homem. Também se pronunciou contra as interpretações escolásticas e teologisantes de Descartes e considera que o altor de “Projet d’une Science Univeselle qui Puisse élever, notre nature à son plus haut degré de perfection”, se coloca dentro da continuidade da filosofia humanista do Renascimento e desenrola um pensamento metafísico da perfeição do homem.
Mais recentemente, se propôs a demonstrar em sua retradução do latim do diálogo inacabado “La Recherche de la Vérité par la lumiére naturelle”, apresentado por Ernst Cassirer. Que considera como “a maior introdução ao pensamento de Descartes”, que se pode fala de uma invenção cartesiana da consciência moderna, o testemunho de que o filósofo se basta em reconhecer no pensamento, uma amplitude maior que a compreensão.

### Publicações sobre Heidegger
A partir de uma leitura de seminários inéditos de 1933-1935 e dos cursos posteriores de Martin Heidegger sobre Friedrich Nietzsche e a “vontade de poder”, Faye tem tentando argumentar a ideia de que Martin Heidegger colocou sua filosofia à serviço das raças na ideologia do nacional-socialismo e ajudou a justificar o papel do Führer e eleva-lo à condição de “necessidade metafísica” no desenrolar da supremacia alemã e a seleção racial do homem. Faye também se apoia no estudo e Nicolas Tertulian sobra os originais de Contribuições à Filosofia, de Heidegger. 
O livro Heidegger: a introdução do nazismo na filosofia de 2005 foi amplamente criticado após seu lançamento, o que levou a uma petição de vários intelectuais pedindo calma e ponderação.
Entre eles estavam filósofos como Jacques Bouveresse, Jacques Brunschwig, Michèle Cohen-Halimi, Pierre Guenancia, Claude Imbert, Richard Wolin e historiadores como Pascal Ory, Jean-Pierre Vernant, Pierre Vidal-Naquet, Paul Veyne além de germanistas e filólogos como Jean Bollack, Georges-Arthur Goldschmidt, Jean-Pierre Lefebvre, Alain Rey e Serge Klarsfeld. Thomas Sheehan, professor da Universidade Stanford e especialista no pensamento de Heidegger, foi muito crítico em relação ao livro. Para ele, "Heidegger, a introdução do nazismo na filosofia" de Emmanuel Faye está tão carregado de traduções falsas, frases retiradas do contexto e reescritas perversas dos textos de Heidegger que surge a questão de saber: 1) se Faye deliberadamente reescreveu e falsamente interpretou Heidegger ou se ele é apenas um acadêmico negligente e 2) se ele é competente para ler um texto filosófico, especialmente aqueles de Heidegger."

## Outras críticas
As interpretações e leituras de Emmanuel Faye não só sobre Heidegger, mas também sobre Hannah Arendt, receberam críticas de nomes como Justine Lacroix e Jean-Yves Pranchèresq que o acusam de "listar os erros (de Arendt) e suas referências não críticas a Heidegger". Guillaume Plas também critica as leituras de Faye. Por fim, o filósofo e talmudista Ivan Segré publicou um artigo autobiográfico no semanário online Lundimatin, onde examina, à luz de seus próprios trabalhos, a coerência do plano de carreira acadêmica e midiática de Emmanuel Faye, bem como a rigor e pertinência de sua leitura de Heidegger e Arendt. Ele acusa Emmanuel Faye de não entender o cerne da metafísica de Heidegger e de reduzir o problema da comparação heideggeriana a uma negação do genocídio."

## Obra
- Heidegger: L’introduction du nazisme dans la philosophie. Paris: Albin Michel, 2005. 567 pp. (ISBN 2-226-14252-5) (Editora É Realizações, 2015)
- Filosofia e perfeição humana. Do Renascimento a Descartes, Paris, Librairie J. Vrin, “Philology and Mercury” 1998 (ISBN 2-7116-1331-3)
- Heidegger, a introdução do nazismo na filosofia: em torno dos seminários inéditos de 1933-1935, Paris, Albin Michel, Ideas 2005. (ISBN 2-226-14252-5 )
- Arendt e Heidegger. Nazi Extermination and Destruction of Thought, Paris, Albin Michel, coleção “Ideas”, 14 de setembro de 2016.